# Roger Rojac
 (juin 2025).
Roger Rojac (né Roger Émile Jacquier à Paris 11e le 26 juillet 1913 et mort à Paris 20e le 15 février 1997) est un lithographe et affichiste de cinéma.

## Biographie
Il est le premier président de la section des dessinateurs et affichistes du cinéma dans le Syndicat national des artistes et maîtres artisans créateurs publicitaires créé en 1946. Il conçoit plus de 200 affiches de cinéma entre 1933 et le début des années 1960.

## Quelques affiches signées par Roger Rojac

### Années 1930
- 1935 : Le Contrôleur des wagons-lits de Richard Eichberg
- 1936 : 
  - La Belle Équipe, de Julien Duvivier
  - Club de femmes, de Jacques Deval
  - Le lys brisé, de John Brahm
- 1937 :
  - L'Ange du foyer, de Léon Mathot
  - Les Hommes sans nom, de Jean Vallée
- 1938 :
  - Altitude 3200, de Jean Benoît-Lévy
  - L'Avion de minuit, de Dimitri Kirsanoff
  - Bar du sud, de Henri Fescourt
  - La Diligence infernale, de Lloyd Nosler
  - Le Ruisseau, de Maurice Lehmann
  - Tom Sawyer détective, de Louis King
  - Trois du cirque, de Karl Brown
- 1939 :
  - La Famille Duraton de Christian Stengel
  - Fric-Frac (film), de Maurice Lehmann
  - Quartier Latin, de Christian Chamborant, Pierre Colombier et Alexander Esway

### Années 1940
- 1940 : Le Prix du silence (Angelika), de Jürgen von Alten
- 1941 :
  - Le Récif de corail, de Maurice Gleize
  - Madame Sans-Gêne, de Roger Richebé
- 1942 :
  - L'Homme qui joue avec le feu, de Jean de Limur
  - Une étoile au soleil, d'André Zwobada
- 1943 :
  - Carmen, de Christian-Jaque
  - Coup de feu dans la nuit, de Robert Péguy
  - La Main du diable, de Maurice Tourneur
  - Sergent Berry, de Herbert Selpin
  - Un seul amour, de Pierre Blanchar
  - Une vie de chien, de Maurice Cammage
- 1944 :
  - Le Voyageur sans bagage, de Jean Anouilh
  - Picpus, de Richard Pottier
- 1945 :
  - Douce, de Claude Autant-Lara
  - L'Étonnant M. Williams, d'Alexander Hall
- 1946 :
  - Le Contrôleur des wagons-lits, de Richard Eichberg
  - Copie conforme, de Jean Dréville
  - Défense d'aimer, de Richard Pottier
  - Deux Lettres anonymes, de Mario Camerini
  - Il suffit d'une fois, d'Andrée Feix
  - Jack l'Éventreur, de John Brahm
  - Je t'attendrai, de Léonide Moguy
  - Leçon de conduite, de Gilles Grangier
  - Le Roman de Mildred Pierce, de Michael Curtiz
  - La Vipère, de William Wyler
  - Vivre libre, de Jean Renoir
- 1947 : 
  - Les Cloches de Sainte-Marie, de Leo McCarey
  - La Fée blanche, de William A. Seiter
  - Le Grand Mensonge, d'Edmund Goulding
  - Mon épouse favorite, de Garson Kanin
  - Pavillon noir, de Frank Borzage
- 1948 :
  - 56, rue Pigalle, de Willy Rozier
  - Depuis ton départ, de John Cromwell
  - L'Éternel Mirage, d'Ingmar Bergman
  - La Fille aux yeux gris, de Jean Faurez
  - La Grande Révolte, d'Anthony Kimmins
  - La Grande Volière, de Georges Péclet
  - La Maison du docteur Edwardes, d'Alfred Hitchcock
- 1949 :
  - Au cœur de l'orage de Jean-Paul Le Chanois[3].
  - L’École buissonnière de Jean-Paul Le Chanois
  - La Louve, de Guillaume Radot
  - Maya, de Raymond Bernard
  - Le Procès Paradine, d'Alfred Hitchcock

### Années 1950
- 1950 :
  - L'Épave, de Willy Rozier
  - L'Homme à la cicatrice, de Lance Comfort
  - Occupe-toi d'Amélie, de Claude Autant-Lara
  - Le Trésor de Cantenac, de Sacha Guitry
  - Un homme marche dans la ville, de Marcel Pagliero
- 1951 :
  - Le Bagnard, de Willy Rozier
  - Boîte de nuit, d'Alfred Rode
  - Chanson païenne, de Robert Alton
  - La Maison Bonnadieu, de Carlo Rim
  - L'Obsédé, d'Edward Dmytryk
- 1952 :
  - La P... respectueuse, de  Charles Brabant et Marcello Pagliero
  - Le Trou normand, de Jean Boyer
- 1953 :
  - Ils sont dans les vignes, de Robert Vernay
  - Madame de..., de Max Ophüls
  - Les Mines du roi Salomon, de Compton Bennett
  - La neige était sale, de Luis Saslavsky
  - Plaisirs de Paris, de Ralph Baum
  - Sur le pont des Soupirs, d'Antonio Leonviola
- 1954 :
  - Boum sur Paris, de Maurice de Canonge
  - L'Étrange Désir de monsieur Bard, de Géza von Radványi
  - Le Mort en fuite (Les deux font la paire), d'André Berthomieu
  - Nous les coupables, de Guido Brignone
  - Virgile, de Carlo Rim
- 1955 :
  - Les Indiscrètes, de Raoul André
  - Interdit de séjour, de Maurice de Canonge
  - La strada, de Federico Fellini
- 1956 :
  - Fille dangereuse, de Guido Brignone